# 式守慎之助
式守 慎之助（しきもり しんのすけ）は、大相撲の行司の名跡の一つ。これまでは二所ノ関部屋の行司が襲名している。この名跡は他と違い、十両格以上でなくても襲名されている。初代と2代目の途中までは式守真之助を名乗っていた。当代は5代目である。

## 襲名者代々
- 初代　最高位は三役格。5代式守錦之助を襲名するまで名乗った（初代は式守真之助を名乗る）。その後、7代式守錦太夫、9代式守与太夫を襲名。関脇房錦勝比古の養父。
- 2代　初代の養子。1958年9月から1984年11月まで名乗った（初代と同じ「真之助」から「慎之助」に）。その後、9代式守錦太夫、28代式守伊之助、29代木村庄之助を襲名。
- 3代　最高位は三役格。1985年11月から1994年7月まで名乗った。1994年9月から10代式守錦太夫を襲名。2005年7月場所で引退。
- 4代　2代目の弟子で、1989年3月初土俵。現在幕内格。1996年1月から2013年11月まで名乗った。本名：押田裕光。
千葉県柏市出身。二所ノ関部屋→松ヶ根部屋→二所ノ関部屋所属。麒麟児和春(垂沢和春)は叔父。2014年1月から12代式守錦太夫を襲名。
- 5代　1992年11月初土俵。現在十両格。2014年1月に襲名。本名：水谷洋二。鹿児島県出身、片男波部屋→松ヶ根部屋→二所ノ関部屋→放駒部屋所属。